# Merveille Bokadi
Merveille Bopé Bokadi (Kinshasa, 21 maggio 1996) è un calciatore congolese (Repubblica Democratica del Congo), difensore o centrocampista svincolato della nazionale congolese.

## Carriera

### Club
Ha sempre giocato nel campionato congolese.

### Nazionale
Ha esordito con la nazionale nel 2016.

## Statistiche

### Cronologia presenze e reti in nazionale
Aggiornato al 2 giugno 2023
| Cronologia completa delle presenze e delle reti in nazionale ― RD del Congo | Cronologia completa delle presenze e delle reti in nazionale ― RD del Congo | Cronologia completa delle presenze e delle reti in nazionale ― RD del Congo | Cronologia completa delle presenze e delle reti in nazionale ― RD del Congo | Cronologia completa delle presenze e delle reti in nazionale ― RD del Congo | Cronologia completa delle presenze e delle reti in nazionale ― RD del Congo | Cronologia completa delle presenze e delle reti in nazionale ― RD del Congo | Cronologia completa delle presenze e delle reti in nazionale ― RD del Congo |
| Data                                                                        | Città                                                                       | In casa                                                                     | Risultato                                                                   | Ospiti                                                                      | Competizione                                                                | Reti                                                                        | Note                                                                        |
| --------------------------------------------------------------------------- | --------------------------------------------------------------------------- | --------------------------------------------------------------------------- | --------------------------------------------------------------------------- | --------------------------------------------------------------------------- | --------------------------------------------------------------------------- | --------------------------------------------------------------------------- | --------------------------------------------------------------------------- |
| 17-1-2016                                                                   | Kinshasa                                                                    | RD del Congo                                                                | 2 – 0                                                                       | Etiopia                                                                     | Campionato delle Nazioni Africane 2016                                      | -                                                                           |                                                                             |
| 26-3-2016                                                                   | Kinshasa                                                                    | RD del Congo                                                                | 2 – 1                                                                       | Angola                                                                      | Amichevole                                                                  | -                                                                           |                                                                             |
| 29-3-2016                                                                   | Luanda                                                                      | Angola                                                                      | 0 – 2                                                                       | RD del Congo                                                                | Amichevole                                                                  | -                                                                           |                                                                             |
| 5-6-2016                                                                    | Antananarivo                                                                | Madagascar                                                                  | 1 – 6                                                                       | RD del Congo                                                                | Qual. Coppa d'Africa 2017                                                   | -                                                                           | 83’                                                                         |
| 13-11-2016                                                                  | Conakry                                                                     | Guinea                                                                      | 1 – 2                                                                       | RD del Congo                                                                | Qual. Mondiali 2018                                                         | -                                                                           | 65’                                                                         |
| 16-1-2017                                                                   | Oyem                                                                        | RD del Congo                                                                | 1 – 0                                                                       | Marocco                                                                     | Coppa d'Africa 2017 - Fase a gironi                                         | -                                                                           |                                                                             |
| 20-1-2017                                                                   | Oyem                                                                        | Costa d'Avorio                                                              | 2 – 2                                                                       | RD del Congo                                                                | Coppa d'Africa 2017 - Fase a gironi                                         | -                                                                           |                                                                             |
| 24-1-2017                                                                   | Libreville                                                                  | Togo                                                                        | 1 – 3                                                                       | RD del Congo                                                                | Coppa d'Africa 2017 - Fase a gironi                                         | -                                                                           |                                                                             |
| 29-1-2017                                                                   | Oyem                                                                        | RD del Congo                                                                | 1 – 2                                                                       | Ghana                                                                       | Coppa d'Africa 2017 - Quarti di finale                                      | -                                                                           |                                                                             |
| 10-6-2017                                                                   | Kinshasa                                                                    | RD del Congo                                                                | 3 – 1                                                                       | Rep. del Congo                                                              | Qual. Coppa d'Africa 2019                                                   | -                                                                           |                                                                             |
| 1-9-2017                                                                    | Tunisi                                                                      | Tunisia                                                                     | 2 – 1                                                                       | RD del Congo                                                                | Qual. Mondiali 2018                                                         | -                                                                           |                                                                             |
| 5-9-2017                                                                    | Kinshasa                                                                    | RD del Congo                                                                | 2 – 2                                                                       | Tunisia                                                                     | Qual. Mondiali 2018                                                         | -                                                                           |                                                                             |
| 24-3-2019                                                                   | Kinshasa                                                                    | RD del Congo                                                                | 1 – 0                                                                       | Liberia                                                                     | Qual. Coppa d'Africa 2019                                                   | -                                                                           | 70’                                                                         |
| 9-6-2019                                                                    | Marbella                                                                    | RD del Congo                                                                | 0 – 0                                                                       | Burkina Faso                                                                | Amichevole                                                                  | -                                                                           |                                                                             |
| 12-6-2019                                                                   | Kinshasa                                                                    | RD del Congo                                                                | 0 – 0                                                                       | Burkina Faso                                                                | Amichevole                                                                  | -                                                                           |                                                                             |
| 15-6-2019                                                                   | Kinshasa                                                                    | RD del Congo                                                                | 1 – 1                                                                       | Kenya                                                                       | Amichevole                                                                  | -                                                                           | 81’                                                                         |
| 22-6-2019                                                                   | Il Cairo                                                                    | RD del Congo                                                                | 0 – 2                                                                       | Uganda                                                                      | Coppa d'Africa 2019 - Fase a gironi                                         | -                                                                           | 54’                                                                         |
| 26-6-2019                                                                   | Il Cairo                                                                    | Egitto                                                                      | 2 – 0                                                                       | RD del Congo                                                                | Coppa d'Africa 2019 - Fase a gironi                                         | -                                                                           | 30’ 64’                                                                     |
| 7-7-2019                                                                    | Alessandria d'Egitto                                                        | Madagascar                                                                  | 2 – 2 (6 - 4 dtr)                                                           | RD del Congo                                                                | Coppa d'Africa 2019 - Ottavi di finale                                      | -                                                                           | 67’                                                                         |
| 14-11-2020                                                                  | Kinshasa                                                                    | RD del Congo                                                                | 0 – 0                                                                       | Angola                                                                      | Qual. Coppa d'Africa 2021                                                   | -                                                                           | 80’                                                                         |
| 25-3-2021                                                                   | Franceville                                                                 | Gabon                                                                       | 3 – 0                                                                       | RD del Congo                                                                | Qual. Coppa d'Africa 2021                                                   | -                                                                           | 45’                                                                         |
| 25-3-2022                                                                   | Kinshasa                                                                    | RD del Congo                                                                | 1 – 1                                                                       | Marocco                                                                     | Qual. Mondiali 2022                                                         | -                                                                           | 88’                                                                         |
| 24-3-2023                                                                   | Lubumbashi                                                                  | RD del Congo                                                                | 3 – 1                                                                       | Mauritania                                                                  | Qual. Coppa d'Africa 2023                                                   | -                                                                           |                                                                             |
| 28-3-2023                                                                   | Nouakchott                                                                  | Mauritania                                                                  | 1 – 1                                                                       | RD del Congo                                                                | Qual. Coppa d'Africa 2023                                                   | -                                                                           | 47’                                                                         |
| Totale                                                                      |                                                                             | Presenze                                                                    | 24                                                                          |                                                                             | Reti                                                                        | 0                                                                           |                                                                             |

## Palmarès

### Club

#### Competizioni nazionali
- Campionato della Repubblica Democratica del Congo: 2

TP Mazembe: 2013, 2014
- Supercoppa della Repubblica Democratica del Congo: 2

TP Mazembe: 2013, 2014
- Coppa del Belgio: 1

Standard Liegi: 2017-2018

#### Competizioni internazionali
- CAF Champions League: 1

TP Mazembe: 2015
- Coppa della Confederazione CAF: 1

TP Mazembe: 2016